# Re:MIKUS
『Re:MIKUS』（リ・ミクス）は、日本のユニットlivetuneが「livetune feat.初音ミク」として、2009年3月25日にビクターエンタテインメントからリリースしたリミックスアルバム。supercellやimoutoidなど、2009年当時にネットで頭角を現していた新世代のアーティストが多数制作に参加している。
キャッチコピーは「奇跡の連鎖…表現は加速し未知の世界へ。」 

## 概要
1stアルバム『Re:package』の楽曲のリミックスが10曲、新曲が2曲、他アーティストの楽曲のリミックスが2曲収録されている。
参加しているアーティストは、supercellのryo、みくすびと、らっぷびと、Hiroyuki ODA、imoutoid、baker、RAM RIDERとThe Standard Club。livetuneのkzによるリミックス楽曲も収録されている。
このアルバムの発売直後、参加アーティストの一人であるimoutoidは病に倒れ、心不全によりわずか18歳の若さで急逝。このアルバムが彼の最初で最後のメジャー進出となった。
本作の収録時間は80分45秒であり、CDの限界とされている80分を越えている。これは一般に世界一収録時間が長いとされてきたマライア・キャリーの『#1's (日本盤)』（79分56秒）や、発売後は世界最長になると発表されていたflumpoolのアルバム『What's flumpool!?』（79分58秒）よりも更に長い。
2010年9月15日には『Re:package』と共にSHM-CDとして再発された。また、初音ミク発売10周年にあたる2017年8月31日から配信もスタートしている。

## 内容
1. ファインダー (kz's DSLR remix)
Remixed by kz (livetune)
  - 「DSLR」はデジタル一眼レフカメラ（Digital Single Lens Reflex camera）を指す。
2. Packaged (kisk baker's yogamix)
Remixed by baker
3. Light Song (Hiroyuki ODA remix)
Remixed by Hiroyuki ODA
4. 椛 (The Standard Club PIANO DANCE REMIX)
Remixed by The Standard Club
5. 虹色 (Version by ryo from supercell)
Arranged by ryo (supercell)
6. ファインダー (imoutoid's "Finder Is Not Desktop Experience Remix")
Remixed by imoutoid
7. Last Night, Good Night (みくすびとRemix feat. らっぷびと)
Remixed by みくすびと
Rap Written & Performed by らっぷびと
8. リラホルン (kz's Drillhole In My Brain remix)
Remixed by kz
9. ストロボナイツ (RAM RIDER remix)
Remixed by RAM RIDER
10. our music (kz's The Beginning of The End remix)
Remixed by kz
11. D.E.N.P.A
12. Heart Beat
13. carol
original by baker
14. サイハテ
original by 小林オニキス